# 24604 Vasilermakov
24604 Vasilermakov è un asteroide della fascia principale. Scoperto nel 1973, presenta un'orbita caratterizzata da un semiasse maggiore pari a 2,4899996 UA e da un'eccentricità di 0,1800192, inclinata di 8,81056° rispetto all'eclittica.